# Fotogrammi d'argento 1996
La 46ª edizione dei Fotogrammi d'argento, assegnati dalla rivista spagnola di cinema Fotogramas, si è svolta l'11 marzo 1996.

## Premi e candidature

### Miglior film spagnolo
- Nessuno parlerà di noi (Nadie hablará de nosotras cuando hayamos muerto), regia di Agustín Díaz Yanes

### Miglior film straniero
- I ponti di Madison County (The Bridges of Madison County), regia di Clint Eastwood  ·   Stati Uniti

### Fotogrammi d'onore
- Francisco Rabal

### Miglior attrice cinematografica
- Marisa Paredes - Il fiore del mio segreto (La flor de mi secreto)
- Victoria Abril - Nessuno parlerà di noi (Nadie hablará de nosotras cuando hayamos muerto)
- Aitana Sánchez-Gijón - Boca a boca e La ley de la frontera

### Miglior attore cinematografico
- Javier Bardem - Boca a boca
- Álex Angulo - Il giorno della bestia (El día de la bestia)
- Antonio Banderas - Two Much - Uno di troppo (Two Much)

### Miglior attrice televisiva
- Lydia Bosch - Medico de familia
- Verónica Forqué - Pepa y Pepe
- Aitana Sánchez-Gijón - La Regenta

### Miglior attore televisivo
- Emilio Aragon - Medico de familia
- Carmelo Gómez - La Regenta
- Fernando Valverde - Pepa y Pepe

### Miglior interpretazione teatrale
- Magüi Mirà - Cristales rotos
- Ana Belén - La bella Helena
- Constantino Romero - Sweeney Todd: The Demon Barber of Fleet Street